# 第11代総選挙 (大韓民国)
第11代総選挙（だい11だいそうせんきょ）は、1981年3月25日に大韓民国国会を構成する議員を選出するため第五共和国時代の韓国で行なわれた総選挙である。韓国では「第○回」ではなく「第○代」と選挙回数を数える。また、名称も「総選挙」（총선거）ではなく、「総選」（총선）と表記するのが一般的である。

## 概要
第五共和国における新たな国会を構成するために行われた国会議員選挙である
1979年12月12日の粛軍クーデター、1980年5月17日の5・17非常戒厳令拡大措置を経て政治の実権を掌握した全斗煥（チョン･ドファン）国家保衛非常対策委員会（以下、国保委）常任委員長は、8月16日に崔圭夏（チェ･ギュハ）が大統領を辞任した後、統一主体国民会議（統体）で大統領に選出された。全斗煥新大統領は憲法改正に着手し、1980年10月22日の国民投票で改憲案が承認されたことを受けて、10月27日に第五共和国憲法を公布・発効した。これによって、第10代国会も解散され、新たな国会（第11代国会）が召集されるまでは国家保衛立法会議（以下、立法会議）がその権限を代行することになった。そして翌年の1981年2月25日に第五共和国憲法に基づいて行われた大統領選挙で全斗煥が改めて大統領に選出された後、第11代国会を構成する国会議員を選出するため総選挙が行われ選挙の結果、全斗煥大統領の与党である民主正義党（民正党）が安定過半数を得た。
1980年に行われた憲法改正国民投票については1980年大韓民国の国民投票を参照。　
1981年2月に行われた大統領選挙については1981年大韓民国大統領選挙を参照。　

## 政党の改編
憲法改正の直後、新軍部勢力の政権維持のために、既存政治家の政治活動を抑えるべく第五共和国憲法発行と共に発足した立法会議で政治風土刷新のための特別措置法が制定され、朴政権下で活動していた与党民主共和党の金鍾泌・丁一権・具泰会などや、野党新民党の金泳三･李哲承･高興門･李敏雨など567名の政治家が「政治刷新」という名目で強制的に引退、民主共和党や新民党、民主統一党など朴政権下の政党も全て解散させられた。そして、翌1981年1月10日に政治活動が解禁された後、相次いで政党が結成されたが、有力野党政治家が軒並み追放されたため「体制内野党」の性格が強いものとなった。

### 民主正義党
- 結成日：1981年1月15日結成（新軍部勢力が中心）
- 総裁：全斗煥
- 十大綱領（一部のみ掲載）[1]

1. 民族自主性の確立
2. 統一民主福祉国家建設
3. 南北対話の積極的推進
4. 国民の基本権保証と長期個人独裁の排除
5. 自助組織育成と地方自治制の実施
6. 正義社会実現

### 民主韓国党
- 結成日：1981年1月17日創党（「政治刷新」による政界引退を免れた新民党内の議員を中心に結成）
- 総裁：柳致松
- 創党宣言[2]

「国民の積極的な指示を通じて平和的政権交代を実現し、韓国に自由民主主義を具現して祖国統一を達成する」

### 韓国国民党
- 結成日：1981年1月31日結成（民主共和党と維新政友会の議員を中心に結成）
- 総裁：金鍾哲
- 結成発起趣旨（一部）[3]

「極限的な対立論理と政治不在の惰性をとともに排撃し･･･（中略）･･･健全な政策政党としての任務を尽くそうとする」
この他に統一社会党の流れを汲む民主社会党、民権党及び新政党、民主農民党、安民党などの群小政党が結成された。

## 基礎データ
これまでの国会議員選挙法に代わる新たな国会議員選挙法が立法会議で審議され1月24日に可決・成立、1月29日に公布・施行された。新しい国会議員選挙法の特徴は、第四共和国時代における統体選出議員（維新政友会）が廃止され、第三共和国時代の国会議員選挙における全国区が復活した事、そして全国区の三分の二は地域区で最多議席を得た政党に自動的に配分される仕組みとなった点である。なお地域区については第四共和国時代と同様に一律定数2名の中選挙区制が維持された。
- 大統領：全斗煥（民主正義党）。2月25日に大統領選挙人団による選挙で第12代大統領に当選
- 改選議席数：276議席
  - 地域区（中選挙区制）：184議席
  - 全国区（比例代表制）：92議席
- 議員任期：4年
- 選挙制度：中選挙区比例代表並立制
- 選挙制度解説[5]

1. 地域区は一律定数2議席の中選挙区（92選挙区184議席）で得票数が多い順に当選
2. 全国区は、地域区で最多議席を得た政党に定数（92議席）の3分の2に当たる61議席を配分。
3. 残りの3分の1は地域区で5議席以上を得た政党に限り、地域区での獲得議席比率（得票率では無く）に応じてヘアー式最大剰余法で配分していく
4. 直接の関係はないが、選挙で1議席も獲得できず、得票率が2%未満に満たない政党は、政党の資格を喪失する

- 投票日：1981年3月25日
- 選挙人数：21,094,468名

出所：韓国中央選挙管理委員会の「歴代選挙情報システム」より

## 選挙結果
- 投票率：77.7%
  - 総投票者数：16,397,845名
  - 有効票数：16,207,325票

| 政党名                | 得票数     | ％   | 地域区 | 全国区 | 合計 | ％    |
| --------------------- | ---------- | ---- | ------ | ------ | ---- | ----- |
| 民主正義党 민주정의당 | 5,776,624  | 35.6 | 90     | 61     | 151  | 54.7  |
| 民主韓国党 민주한국당 | 3,495,829  | 21.6 | 57     | 24     | 81   | 29.4  |
| 韓国国民党 한국국민당 | 2,147,293  | 13.3 | 18     | 7      | 25   | 9.1   |
| 民権党 민권당         | 1,088,847  | 6.7  | 2      | 0      | 2    | 0.7   |
| 新政党 신정당         | 676,921    | 4.2  | 2      | 0      | 2    | 0.7   |
| 民主社会党 민주사회당 | 524,361    | 3.2  | 2      | 0      | 2    | 0.7   |
| 民主農民党 민주농민당 | 227,715    | 1.4  | 1      | 0      | 1    | 0.35  |
| 安民党 안민당         | 144,000    | 0.9  | 1      | 0      | 1    | 0.35  |
| その他の政党          | 391,511    | 2.4  | 0      | 0      | 0    | 0.0   |
| 無所属 무소속         | 1,734,224  | 10.7 | 11     | －     | 11   | 4.0   |
| 合計                  | 16,207,325 |      | 184    | 92     | 276  | 100.0 |

金浩鎮著『韓国政治の研究』李健雨訳（三一書房）の240頁“<表8－6>第11・12代国会議員選挙”と韓国中央選挙管理委員会の「歴代選挙情報システム」を参照して作成。議席を獲得出来なかった政党（社会党・韓国基民党・統一民族党・圓一民立党）の得票は「その他の政党」として合算して掲載する。
| 市・道       | 定数 | 政党（候補者数） | 政党（候補者数） | 政党（候補者数） | 政党（候補者数） | 政党（候補者数） | 政党（候補者数） | 政党（候補者数） | 政党（候補者数） | 政党（候補者数） |
| 市・道       | 定数 | 民正 （92）      | 民韓 （90）      | 国民 （75）      | 民権 （81）      | 新政 （54）      | 民社 （50）      | 民農 （15）      | 安民 （12）      | 無所 （102）     |
| 合計         | 184  | 90               | 57               | 18               | 2                | 2                | 2                | 1                | 1                | 11               |
| ------------ | ---- | ---------------- | ---------------- | ---------------- | ---------------- | ---------------- | ---------------- | ---------------- | ---------------- | ---------------- |
| ソウル特別市 | 28   | 14               | 11               | 1                |                  |                  | 1                |                  |                  | 1                |
| 釜山直轄市   | 12   | 6                | 5                |                  | 1                |                  |                  |                  |                  |                  |
| 京畿道       | 24   | 12               | 10               | 1                |                  | 1                |                  |                  |                  |                  |
| 江原道       | 12   | 6                | 4                | 2                |                  |                  |                  |                  |                  |                  |
| 忠清北道     | 8    | 4                | 1                | 3                |                  |                  |                  |                  |                  |                  |
| 忠清南道     | 16   | 8                | 5                | 2                |                  |                  |                  |                  |                  | 1                |
| 全羅北道     | 14   | 7                | 6                |                  |                  |                  |                  |                  |                  | 1                |
| 全羅南道     | 22   | 10               | 9                | 1                |                  | 1                |                  |                  | 1                |                  |
| 慶尚北道     | 26   | 13               | 5                | 5                |                  |                  |                  |                  |                  | 3                |
| 慶尚南道     | 20   | 10               | 1                | 3                | 1                |                  | 1                | 1                |                  | 3                |
| 済州道       | 2    |                  |                  |                  |                  |                  |                  |                  |                  | 2                |

- 略称について
  - 民主正義党＝民正、民主韓国党＝民韓、韓国国民党＝国民、民権党＝民権、新政党＝新政
  - 民主社会党＝民社、民主農民党＝民農、安民党＝安民、無所属＝無所

選挙の結果、得票率では35．6%にもかかわらず、全国区のボーナス議席によって、民正党が安定過半数の議席を獲得し、第1党の座を確保した。続いて民韓党･国民党が院内交渉団体の座を確保した。選挙結果で注目するべき点として、民正党が地域区92選挙区の内、済州島と全羅南道の海南、珍島を除いて圧勝し、野党勢力が優位に立っていた都市部でも勝利したことが注目された。なお、議席を1議席も確保できず、かつ有効得票数の2%未満の得票率に留まった社会党や韓国基民党、統一民族党、圓一民立党は政党法の規定により、政党登録が取り消された。
| 党派       | 議席数 | 地域区 | 全国区 |
| ---------- | ------ | ------ | ------ |
| 民主正義党 | 9      | 1      | 8      |

## 当選議員

### 選挙区
民主正義党   民主韓国党   韓国国民党   民権党   新政党   民主社会党   民主農民党   安民党   無所属 
| ソウル特別市 | 鐘路区・中区                     | 李鍾賛 | 金判述 | 麻浦区・龍山区                         | 奉斗玩 | 金在暎 |
| ソウル特別市 | 城東区                           | 李世基 | 曺徳鉉 | 東大門区                               | 権寧禹 | 沈憲燮 |
| ソウル特別市 | 城北区                           | 金正礼 | 趙舜衡 | 道峰区                                 | 洪性宇 | 金泰洙 |
| ソウル特別市 | 西大門区・恩平区                 | 孫世一 | 尹吉重 | 江西区                                 | 南載熙 | 高炳鉉 |
| ソウル特別市 | 九老区                           | 崔明憲 | 金炳午 | 永登浦区                               | 李賛赫 | 李元範 |
| ソウル特別市 | 銅雀区                           | 徐清源 | 趙鍾昊 | 冠岳区                                 | 任哲淳 | 韓光玉 |
| ソウル特別市 | 江南区                           | 李台燮 | 高貞勲 | 江東区                                 | 鄭男   | 鄭鎮吉 |
| 京畿道       | 仁川市南区・中区                 | 孟殷在 | 金殷夏 | 仁川市北区・東区                       | 金淑鉉 | 鄭貞薫 |
| 京畿道       | 水原市・華城郡                   | 李秉稷 | 劉溶根 | 城南市・広州郡                         | 呉世応 | 李大燁 |
| 京畿道       | 議政府市・楊州郡                 | 洪禹俊 | 金文元 | 安養市・始興郡・甕津郡                 | 尹国老 | 李奭鎔 |
| 京畿道       | 富川市・金浦郡・江華郡           | 申能淳 | 呉洪錫 | 南楊州郡・楊平郡                       | 金永先 | 趙炳鳳 |
| 京畿道       | 驪州郡・利川郡・龍仁郡           | 鄭東星 | 趙鍾益 | 平沢郡・安城郡                         | 李慈憲 | 柳致松 |
| 京畿道       | 坡州郡・高陽郡                   | 李龍鎬 | 李英駿 | 抱川郡・漣川郡・加平郡                 | 李漢東 | 洪晟杓 |
| 江原道       | 春川市・春城郡・鉄原郡・華川郡   | 洪鍾旭 | 申喆均 | 原州市・原城郡・洪川郡・横城郡         | 金容大 | 金秉烈 |
| 江原道       | 東海市・三陟郡                   | 金正男 | 李官炯 | 江陵市・溟州郡・襄陽郡                 | 李範俊 | 李奉模 |
| 江原道       | 束草市・楊口郡・麟蹄郡・高城郡   | 鄭在哲 | 許景九 | 寧越郡・平昌郡・旌善郡                 | 沈明輔 | 高泳耉 |
| 忠清北道     | 清州市・清原郡                   | 鄭宗沢 | 尹錫民 | 忠州市・中原郡・堤川市・堤原郡・丹陽郡 | 李海元 | 金永俊 |
| 忠清北道     | 報恩郡・沃川郡・永同郡           | 朴有載 | 李東鎮 | 鎮川郡・槐山郡・陰城郡                 | 安甲濬 | 金完泰 |
| 忠清南道     | 大田市東区                       | 南在斗 | 朴完奎 | 大田市中区                             | 李在奐 | 柳寅範 |
| 忠清南道     | 天安市・天原郡・牙山郡           | 鄭善昊 | 黄明秀 | 大徳郡・錦山郡・燕岐郡                 | 千永星 | 柳漢烈 |
| 忠清南道     | 論山郡・公州郡                   | 鄭石謨 | 林徳圭 | 扶余郡・舒川郡・保寧郡                 | 李相翊 | 趙重衍 |
| 忠清南道     | 青陽郡・洪城郡・礼山郡           | 李鍾声 | 崔昌圭 | 瑞山郡・唐津郡                         | 金顕彧 | 韓英洙 |
| 全羅北道     | 全州市・完州郡                   | 林芳鉉 | 金台植 | 群山市・沃溝郡                         | 高判南 | 金吉俊 |
| 全羅北道     | 裡里市・益山郡                   | 文炳良 | 朴炳一 | 鎮安郡・茂朱郡・長水郡                 | 黄寅性 | 呉上鉉 |
| 全羅北道     | 南原郡・任実郡・淳昌郡           | 梁昶植 | 李炯培 | 井邑郡・高敞郡                         | 陳懿鍾 | 金元基 |
| 全羅北道     | 金堤郡・扶安郡                   | 趙尚来 | 金珍培 |                                        |        |        |
| 全羅南道     | 光州市東区・北区                 | 沈相宇 | 林在正 | 光州市西区                             | 池楨道 | 朴潤鍾 |
| 全羅南道     | 木浦市・務安郡・新安郡           | 崔永喆 | 林鐘基 | 麗水市・麗川郡・光陽郡                 | 慎順範 | 金在鎬 |
| 全羅南道     | 順天市・求礼郡・昇州郡           | 許京万 | 柳瓊賢 | 羅州郡・光山郡                         | 羅碩昊 | 李載根 |
| 全羅南道     | 潭陽郡・谷城郡・和順郡           | 丁来赫 | 高在清 | 高興郡・宝城郡                         | 李大淳 | 柳晙相 |
| 全羅南道     | 長興郡・康津郡・霊岩郡・莞島郡   | 金湜   | 柳在熙 | 海南郡・珍島郡                         | 李成一 | 閔炳楚 |
| 全羅南道     | 霊光郡・咸平郡・長城郡           | 曺淇相 | 李沅衡 |                                        |        |        |
| 慶尚北道     | 大邱市中区・西区                 | 李万燮 | 韓柄寀 | 大邱市東区・北区                       | 金瑢泰 | 睦尭相 |
| 慶尚北道     | 大邱市南区・寿城区               | 李致浩 | 申鎮洙 | 浦項市・迎日郡・鬱陵郡                 | 李珍雨 | 李聖秀 |
| 慶尚北道     | 慶州市・月城郡・清道郡           | 朴権欽 | 金順圭 | 金泉市・金陵郡・尚州郡                 | 朴定洙 | 鄭輝東 |
| 慶尚北道     | 安東市・安東郡・義城郡           | 権正達 | 金永生 | 亀尾市・善山郡・軍威郡・漆谷郡         | 朴在鴻 | 金鉉圭 |
| 慶尚北道     | 栄州市・栄豊郡・英陽郡・奉化郡   | 呉漢九 | 洪思徳 | 達城郡・高霊郡・星州郡                 | 李龍沢 | 金鍾基 |
| 慶尚北道     | 青松郡・盈徳郡・蔚珍郡           | 金重権 | 金燦于 | 永川郡・慶山郡                         | 廉吉正 | 朴在旭 |
| 慶尚北道     | 聞慶郡・醴泉郡                   | 蔡汶植 | 金基洙 |                                        |        |        |
| 釜山直轄市   | 中区・東区・影島区               | 王相殷 | 安健一 | 西区                                   | 徐錫宰 | 郭正出 |
| 釜山直轄市   | 釜山鎮区                         | 具龍鉉 | 金正秀 | 東萊区                                 | 金鎮載 | 朴寛用 |
| 釜山直轄市   | 南区・海雲台区                   | 李興洙 | 金承穆 | 北区                                   | 張聖万 | 辛相佑 |
| 慶尚南道     | 馬山市                           | 趙正済 | 白璨基 | 蔚山市・蔚州郡                         | 李圭正 | 高源駿 |
| 慶尚南道     | 晋州市・晋陽郡・三千浦市・泗川郡 | 安秉珪 | 趙炳奎 | 昌原市・鎮海市・義昌郡                 | 裵命国 | 金鍾河 |
| 慶尚南道     | 忠武市・統営郡・巨済郡・固城郡   | 李孝益 | 曺亨富 | 宜寧郡・咸安郡・陜川郡                 | 柳尚昊 | 趙一済 |
| 慶尚南道     | 密陽郡・昌寧郡                   | 申相式 | 盧泰克 | 金海郡・梁山郡                         | 李載雨 | 申元湜 |
| 慶尚南道     | 南海郡・河東郡                   | 朴翊柱 | 李洙鍾 | 山清郡・咸陽郡・居昌郡                 | 権翊鉉 | 林采洪 |
| 済州道       | 全道                             | 姜普性 | 玄敬大 |                                        |        |        |

### 全国区
| 民主正義党 | 李載灐 | 羅吉祚 | 金鍾卿 | 李龍薫 | 金基喆 | 宋志英 | 鄭喜沢 | 朴東鎮 | 鄭元民 | 金正浩 |
| 民主正義党 | 尹碩淳 | 金宗鎬 | 崔相嶪 | 黄炳晙 | 柳根桓 | 金龍洙 | 朴泰俊 | 朴敬錫 | 李祐在 | 李春九 |
| 民主正義党 | 金賢子 | 鄭順徳 | 裵成東 | 金仕龍 | 李建鎬 | 申相楚 | 呉制道 | 金潤煥 | 鄭熙彩 | 金春洙 |
| 民主正義党 | 朴鉉兌 | 李亮雨 | 朴鍾寛 | 高貴男 | 羅雄培 | 金潗   | 池甲鍾 | 許清一 | 李相鮮 | 孫春昊 |
| 民主正義党 | 丁時采 | 安教徳 | 崔洛喆 | 金慕妊 | 李憲琦 | 李潤子 | 李敏燮 | 李寧熙 | 金鍾仁 | 朴源卓 |
| 民主正義党 | 李相羲 | 李栄一 | 李慶淑 | 趙南照 | 金幸子 | 李楽薫 | 金栄亀 | 黄楔   | 河舜鳳 | 郭定鉉 |
| 民主正義党 | 全炳宇 |        |        |        |        |        |        |        |        |        |
| 民主韓国党 | 劉沃祐 | 李泰九 | 金文錫 | 黄山城 | 梁在淃 | 鄭圭憲 | 孫泰坤 | 申宰休 | 李廷彬 | 金進基 |
| 民主韓国党 | 李重熙 | 延済源 | 崔守桓 | 徐鍾烈 | 孫廷赫 | 金魯植 | 李義永 | 趙柱衡 | 康源采 | 李潤基 |
| 民主韓国党 | 尹起大 | 李洪培 | 金炯来 | 金徳圭 |        |        |        |        |        |        |
| 韓国国民党 | 金永光 | 李弼雨 | 魯且泰 | 趙鼎九 | 金翰宣 | 金遺腹 | 姜棋弼 |        |        |        |

#### 繰上当選
| 年   | 日付  | 当選者 | 名簿政党名 | 欠員   | 欠員事由                   |
| ---- | ----- | ------ | ---------- | ------ | -------------------------- |
| 1981 | 11.4  | 鄭昌和 | 民主正義党 | 李祐在 | 韓国電気通信公社社長に任命 |
| 1981 | 12.12 | 文龍珠 | 民主正義党 | 金鍾卿 | 死去                       |
| 1982 | 1.6   | 金裕祥 | 民主正義党 | 羅雄培 | 財務部長官に指名           |
| 1982 | 9.4   | 張慶宇 | 民主正義党 | 鄭喜沢 | 監査院長官に指名           |
| 1982 | 11.12 | 柳寿桓 | 民主正義党 | 金幸子 | 死去                       |
| 1982 | 12.20 | 金志虎 | 民主正義党 | 鄭順徳 | 青瓦台政務首席に指名       |
| 1983 | 7.14  | 姜昌熙 | 民主正義党 | 李憲琦 | 保健社会部次官に指名       |
| 1984 | 3.15  | 李溶坤 | 民主韓国党 | 劉沃祐 | 死去                       |
| 1984 | 4.30  | 李聖培 | 民主正義党 | 宋志英 | 韓国放送公社理事長に任命   |